# 凱文·索柏
凱文·大衛·索柏（英語：Kevin David Sorbo，1958年9月24日—）是一名美國男演員、導演、製片人和作家。他以在電視劇《大力士：傳奇旅程》（1995年至1999年）中飾演海克力士及在《星艦復國記》（2000年至2005年）中飾演狄倫·亨特而聞名。

## 早期生活
索柏出生於明尼蘇達州蒙德。父親Lynn是一名初中數學和生物學教師，母親Ardis是護士。他曾就讀於蒙德威斯通卡高中。他的父親有挪威血统，母親則有英格蘭、德國和蘇格蘭血統。他是在一個路德宗家庭長大的。索柏在就讀明尼蘇達穆爾黑德州立大學後，開始主修市場營銷和廣告。為了幫賺學費，他開始為平面印刷和電視廣告擔任模特兒。

## 外部連結
- 官方网站
- Kevin Sorbo在互联网电影资料库（IMDb）上的資料（英文）